# Titularbistum Nisyrus
Nisyrus  (ital.: Nisiro) ist ein Titularbistum der römisch-katholischen Kirche. 
Es geht zurück auf ein früheres Bistum auf der Insel Nisyros, einer der Dodekanes in der östlichen Ägäis, die zu der römischen Provinz Asia bzw. in der Spätantike Insulae gehörte. Das Bistum gehörte der Kirchenprovinz Rhodos an.
| Titularbischöfe von Nisyrus |                                         |                                                            |                   |                    |
| Nr.                         | Name                                    | Amt                                                        | von               | bis                |
| 1                           | Pedro Xague OP                          | Weihbischof in Cádiz (Spanien)                             | 4. September 1560 |                    |
| 2                           | Jerónimo Clavijo OP                     | Weihbischof in Cádiz (Spanien)                             | 28. April 1564    | -                  |
| 3                           | Franz Fellinger                         | Weihbischof in Jerusalem (Völkerbundsmandat für Palästina) | 26. Februar 1929  | 22. Juli 1940      |
| 4                           | Augusto Osvaldo Salinas Fuenzalida SSCC | Weihbischof in Santiago de Chile (Chile)                   | 9. Februar 1941   | 3. August 1950     |
| 5                           | Elizeu Simões Mendes                    | Weihbischof in Fortaleza (Brasilien)                       | 21. August 1950   | 19. September 1953 |
| 6                           | Carlos Maria Jurgens Byrne CSsR         | Bischof des Peruanischen Militärordinariats (Peru)         | 7. Februar 1954   | 17. Dezember 1956  |
| 7                           | Augusto Trujillo Arango                 | Weihbischof in Manizales (Kolumbien)                       | 25. April 1957    | 31. März 1960      |
| 8                           | Auguste Joseph Gaudel                   | emeritierter Bischof von Fréjus-Toulon (Frankreich)        | 1. September 1960 | 8. August 1969     |